# Lepidopterologi
Lepidopterologi kallas den gren av entomologin som behandlar fjärilar, ett begrepp som härleds till latioets Lepidoptera (fjäril) och logos (lära). Enligt Merriam Websters uppslagsbok användes sammansättningen första gången i engelska språket 1898.